# ザムエル・フリードリヒ・カプリコルヌス

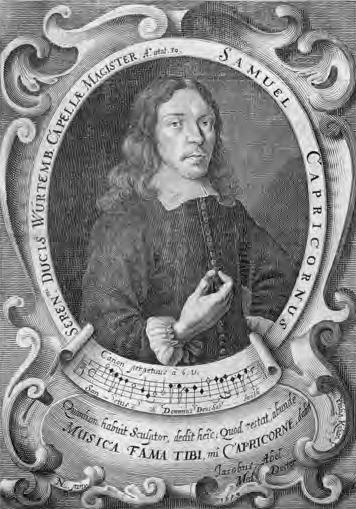
ザムエル・フリードリヒ・カプリコルヌス

ザムエル（・フリードリヒ）・カプリコルヌス（Samuel (Friedrich) Capricornus, *1628年12月21日 サルディチェ - †1665年11月10日 シュトゥットガルト）はボヘミア出身の楽長・作曲家。
シュレジエンで神学を、ウィーンで音楽を学んだ後、1649年から1657年までプレスブルクの音楽監督を務める。その後はシュトゥットガルト宮廷楽長に就任し、早世するまでその任に当たった。
カプリコルヌスはきわめて多作な作曲家で、ほぼすべての種類の音楽を作曲し、とりわけ伴奏つきリートの主要な作品は同時代に認められた。永らく忘れられた作曲家であったが、近年の古楽器演奏の隆盛に乗じて復活し、とりわけルター派のための宗教的コンチェルトが高く評価されるに至った。